# Betabaculovirus
Betabaculovirus é o segundo maior gênero de vírus da família Baculoviridae. Neste gênero estam incluídos todos os membros do extinto gênero "Granulovirus". Os betabaculovírus têm como hospedeiros insetos da ordem Lepidoptera.

## Morfologia
Os corpos de oclusão (OB) dos betabaculovírus possuem formato ovocilíndrico, medem de 0,3 a 0,5 μm e contém apenas um vírion por OB. A matriz protéica dos OB dos vírus deste gênero é composta pela proteína granulina, um polipeptídeo intimamente relacionado a poliedrina.